# أليكس داهل
أليكس داهل (بالنرويجية البوكمول: Alex Dahl؛ بالإنجليزية: Alex Dahl) هي كاتِبة ومؤلفة بريطانية ونرويجية، ولدت في 1982 في أوسلو في النرويج.